# 浓毛拟闭口蟹
浓毛拟闭口蟹（学名：Paracleistostoma crassipilum）为沙蟹科拟闭口蟹属的动物。在中国大陆，分布于海南岛等地，多见于海水。该物种的模式产地在海南岛、琼山曲口。